# STS-62
STS-62 byla šestnáctá mise raketoplánu Columbia. Celkem se jednalo o 60. misi raketoplánu do vesmíru.

## Posádka
- John H. Casper (3) velitel
- Andrew M. Allen (2) pilot
- Pierre J. Thuot (3) letový specialista 1
- Charles D. Gemar (3) letový specialista 2
- Marsha S. Ivinsová (3) letový specialista 3

V závorkách je uvedený dosavadní počet letů do vesmíru včetně této mise.